# Finska umetnost
Po skromnih začetkih srednjeveške sakralne umetnosti, o katerih pričajo stenske poslikave v tedanjih cerkvah, je šele v 19. stoletju nastala samostojna finska umetnost. Slikarstvo in kiparstvo sta se zdaj odrekla odvisnosti od Švedske, ki ji je Finska pripadala stoletja, in razvila mednarodno raven. Zlasti obdobje med letoma 1880 in 1910, v katerem so delovali umetniki, kot so slikarji Albert Edelfelt, Akseli Gallen-Kallela, Eero Järnefelt, Pekka Halonen, Magnus Enckell, Hugo Simberg in Helene Schjerfbeck ali kipar Ville Vallgren, velja za »zlato dobo finske umetnosti«. Finsko oblikovanje je postalo mednarodno prepoznavno po zaslugi modelov Alvarja Aalta iz 1930-ih in uspehov finskih oblikovalcev v 1950-ih.

## Prazgodovinska umetnost
Sledi človeške dejavnosti na Finskem so bili najdeni v kraju Susiluola v Kristinestadu. Za nekatere izkopanine velja, da jih je izdelal človek pred več kot 100.000 leti. Po ledeni dobi je bilo območje Finske ponovno naseljeno pred približno 9000 leti in prva znana skulptura Losova glava iz Huittinena (slika v znamki) je bila datirana približno 5–7000 pred našim štetjem.
- Losova glava iz Huittinena na finski znamki iz leta 1964
- Glava sekire iz kamene dobe s človeško figuro, Kiuruvesi
- Kamenodobna medvedja glava, Paltamo
- Figurica glave losa
- Skalne slike Astuvansalmija (los, človeške figure in čoln)
- Saraakallio skalne slike (losi)

## Slikarstvo

### Srednji vek in renesansa (13. do 16. stoletje)
Finska umetnost v srednjem veku je bila svete narave. Slike al secco so ohranjene v približno 40 kamnitih cerkvah iz tiste dobe. Vendar z izjemo umetniško dragocenejših zgodnjegotskih okraskov v Alandskih cerkvah iz okoli leta 1300 jih je mogoče večinoma obravnavati kot preproste. Prvi po imenu znani finski umetnik je Petrus Henriksson, ki je prišel na Finsko s Švedske na pobudo škofa Konrada Bitza in okoli leta 1470 poslikal cerkev v Kalanti. Med dobro ohranjenimi primeri finske pozne gotske umetnosti so freske iz 16. stoletja v cerkvah Lohja in Rymättylä. Po reformaciji pod kraljem Gustavom I. Vaso se je razcvet sakralne umetnosti končal, hkrati pa je Finsko dosegel renesančni slog. Tudi po reformaciji so cerkve krasili s stenskimi poslikavami. Primere najdemo v freskah cerkve Isokyrö (1560) in v delih Christiana Willebrandta (1637–1677), ki je okrasil več ostrobotnijskih cerkva.

### Barok in klasicizem (17. in 18. stoletje)
Začetek obdobja švedske velike sile v 17. stoletju je prevladoval barok. Glavni dokaz baročnega slikarstva so portreti, ki jih je naročilo finsko plemstvo. Prvi portretist na Finskem je bil Nemec Joachim Neiman (ok. 1602–1673), ki je od leta 1631 delal v Turkuju. Najbolj znan finski umetnik 17. stoletja je bil miniaturist Elias Brenner (1647–1717). V 18. stoletju je cerkveno slikarstvo doživelo nov razmah, na primer z oltarnimi ploščami prve finske slikarke Margarete Capsia (1682–1759), na katere je vplivalo nizozemsko slikarstvo, ali z deli Johana Backmana (1706–1768), predstavljena sta Mikael Toppelius (1734–1821) in Emanuel Granberg (1754–1787). V drugi polovici 18. stoletja je pozni barok zamenjal gustavijevski klasicizem.

### Obdobje ruske vladavine (19. stoletje)
Tudi potem, ko je Finska leta 1809 postala del Rusije, je slikarstvo sprva ostalo pod vplivom Švedske, ki ji je Finska pripadala stoletja. Ustanovitev finskega umetniškega združenja leta 1846 in njegove risarske šole v Helsinkih leta 1848 sta postavila temelje samostojnemu razvoju finskega slikarstva. Hkrati je finska umetnost pod vplivom razvijajoče se finske narodne zavesti začela dobivati patriotski značaj. Umetniki, kot je Robert Wilhelm Ekman (1808–1873), so črpali navdih iz nacionalnega epa Kalevala in ustvarili žanrsko slikarstvo, ki naj bi poudarilo posebne značilnosti finskega ljudstva.
Na začetku so bili finski umetniki 19. stoletja pogosto pod nemškim vplivom. Dela bratov Magnusa (1805–1868), Wilhelma (1810–1887) in Ferdinanda von Wrighta (1822–1906) temeljijo na slogu bidermajerja. Krajinski slikar Werner Holmberg (1830–1860) je študiral na umetniški akademiji v Düsseldorfu kot štipendist Finske umetniške zveze. Fanny Churberg (1845–1892), katere krajinske slike so se s svojimi močnimi barvami že približale ekspresionizmu, je bila deležna enakega izobraževanja.

### Zlata doba(1880 do 1910)
Zlata doba finske umetnosti se nanaša na obdobje med letoma 1880 in 1910, ko je Finska prvič ustvarila umetnike, ki so postali znani zunaj meja države. Politično so to obdobje zaznamovala rusifikacijska prizadevanja ruskih carjev in prizadevanja za finsko nacionalno identiteto, kar se kaže v obračanju umetnosti k finski nacionalni tematiki.
Namesto iz Düsseldorfa so finski slikarji zdaj črpali svoje vplive iz Pariza. Tam je delovala skandinavska umetniška kolonija, med drugim Albert Edelfelt (1854–1905), ki je bil prvi finski umetnik, ki je prejel mednarodno priznanje, in Akseli Gallen-Kallela (1865–1931). Edelfelt in Gallen-Kallela sta v finsko slikarstvo uvedla realizem. Eero Järnefelt (1863–1937) in Juho Rissanen (1873–1950) sta na svojih slikah upodabljala finsko ljudsko življenje, Pekka Halonen (1865–1933) pa je najbolj znan po slikah zimskih krajin. Kar nekaj umetnikov zlate dobe je bilo žensk. Ena najbolj znanih finskih umetnic je Helene Schjerfbeck (1862–1946), katere abstraktne podobe so se že zgodaj približale modernizmu. Druga pomembna slikarka je Ellen Thesleff (1869–1954), pionirka modernizma, katere delo sega od ekspresionizma in impresionizma do simbolizma in zgodnje abstrakcije.
Proti koncu stoletja je pri izbiri tem prevladovala finska nacionalna linija. Akseli Gallen-Kallela se je posvetil Kalevali v duhu nacionalne romantike. Njegova dela o finskem nacionalnem epu, kot so triptih Aino (1891, dve različici), Obramba Sampa (1895), Joukahainenovo maščevanje, Lemminkäinenova mati (obe 1897) in Kullervovo prekletstvo (1899), še naprej oblikujejo vizualno podobo Kalevale in jo so naredile priljubljeno do danes. Gallen-Kallela je verjetno najbolj znan finski umetnik. Navdušenje nad Kalevalo in njenim krajem izvora, Karelijo, se je pokazalo v gibanju, znanem kot karelizem: v 1890-ih so se slikarji, kot sta Akseli Gallen-Kallela in Eero Järnefelt, pa tudi pisatelja Juhani Aho in Eino Leino ter skladatelj Jean Sibelius podali na potovanja v Karelijo, ki je veljala za zatočišče izvirne, nepotvorjene finskosti.
Magnus Enckell (1870–1925) se je med bivanjem v Parizu seznanil s simbolizmom in ta slog predstavil na Finskem. Drugi pomembni predstavniki simbolizma, ki so bili dejavni na prelomu stoletja, so Ellen Thesleff (1869–1954) in Hugo Simberg (1873–1917). Akseli Gallen-Kallela, čigar zgodnje delo lahko pripišemo realizmu, se je kasneje tudi preusmeril v simbolizem.

### Sodobnost
Že v 1980-ih so se nekateri finski slikarji, na primer Victor Westerholm (1860–1919), usmerili k impresionizmu. Pointilizem je na prelomu stoletja zastopal Alfred William Finch (1854–1930). Večinoma je finska umetnost v zgodnjem 20. stoletju obtičala v nacionalni romantiki, pred skupino Septem okoli Magnusa Enckella, Yrjöja Ollile (1887–1932) in Vernerja Thoméja (1878–1953), ustanovljeno leta 1910 in pod vplivom post- impresionizma, ki je utemeljil obdobje modernizma, ki je začel finsko umetnostno zgodovino. Skupina November, ustanovljena leta 1916 in v kateri so bili umetniki, kot so Tyko Sallinen (1879–1955), Ilmari Aalto (1891–1934), Alvar Cawén (1886–1935) in Ragnar Ekelund (1892–1960), se je obrnila k ekspresionizmu.
Slikarja, kot sta Väinö Kunnas (1896–1929) in Einari Vehmas (1898–1955), sta bila blizu literarni skupini Tulenkantajat (»Nosilci ognja«) in sta v 1920-ih v finsko umetnost uvedla ideje nove objektivnosti. V 1930-ih sta bila pod vplivom Andréja Lhoteja Otto Mäkilä (1904–1955) in Birger Carlstedt (1907–1975). V obdobju po drugi svetovni vojni so umetniki, kot so Aimo Kanerva (1899–1958), Yrjö Saarinen (1899–1958) in Åke Mattas (1920–1962), predstavljali novi ekspresionizem, Lars-Gunnar Nordström (* 1924), Unto Pusa (1913 –1973) in Sama Vannija (1908–1994) konstruktivizem.
S prihodom neformalne umetnosti je finska umetnost doživela korenito spremembo. Ta slog sta med drugim zastopala Jaakko Sievänen (* 1933) in Esko Tirronen (* 1932). Umetniki, kot so Kauko Lehtinen (* 1925), Juhani Harri (* 1939) in Harro Koski (* 1945), so uvedli popolnoma nove umetniške oblike z materialno in predmetno umetnostjo. Najpomembnejša konstruktivista v moderni finski umetnosti sta Juhana Blomstedt (* 1937) in Matti Kujasalo (* 1945). V začetku 1980-ih se je pojavilo neoekspresionistično gibanje, med drugim Marjatta Tapiola (* 1951), Leena Luostarinen (* 1949), Marika Mäkelä (* 1947) in Silja Rantanen (* 1955). Najpomembnejše finske umetnice 1990-ih so Maaria Wirkkala (* 1954), Marita Liulia (* 1957) in Henrietta Lehtonen (* 1965).

## Kiparstvo
Iz srednjega veka je ohranjenih preko 800 skulptur, večinoma lesenih figur svetnikov. Vendar je to večinoma uvoženo blago iz Gotlanda ali severne Nemčije. Prvi znani finski kipar je tako imenovani mojster iz Lieta, ki je delal v Turkuju okoli 1320-1350. V stoletjih po reformaciji o kiparstvu na Finskem pričajo grobnice plemstva.
Začetek finskega kiparstva v pravem pomenu tvori šest klasicističnih mavčnih reliefov Erika Cainberga (1771–1816), učenca švedskega kiparja Johana Tobiasa Sergela, ki jih najdemo v avditoriju akademije v Turkuju. Carl Eneas Sjöstrand (1828–1906) velja za »očeta finskega kiparstva«. Prvi kip, ki so ga postavili na prostem na Finskem, je njegov: kip humanista Henrika Gabriela Porthana v Turkuju. Prvi uspešen finski kipar je bil Walter Runeberg (1838–1920), ki je med drugim oblikoval kip svojega očeta, narodnega pesnika Johana Ludviga Runeberga v parku Esplanadi v Helsinkih, in kip Aleksandra II., ki ga je oblikoval Johannes Takanen ( 1849–1885). Prvi kiparki na Finskem sta bili Aline Forsman (1845–1899) in Eveliina Särkelä (1847–1949). Ville Valgren (1855–1940) je bil prvi finski kipar, ki je v tujini postal znan po svojih malih secesijskih skulpturah. Njegovo najbolj znano delo je kip Havis Amande na robu tržnice v Helsinkih. Gola lepotica je bila predmet polemike, ko so jo razkrili leta 1905, danes pa igra osrednjo vlogo na praznovanju prvega maja Vappu. Tako kot na Valgrenova dela je simbolizem vplival tudi na Sigrid af Forselles (1860–1935), ki je ustvarila reliefe v cerkvi v Kalliu. Slog Roberta Stigella (1852-1907), Emila Wikströma (1864-1942) in Eemila Halonena (1875-1950) je po drugi strani strogo realističen. Spomenik Brodolomec (1891–1898) je Stigellov, medtem ko je Wikström zasnoval timpanon na Ständehausu in spomenik Eliasu Lönnrotu v Helsinkih.
- Ville Valgren: Havis Amanda (1905)
- Emil Wikström: Nosilec luči (Lyhdynkantajat), figure na glavni postaji v Helsinkih (1914)
- Felix Nylund: Trije kovači (1932)

Najbolj znano delo Felixa Nylunda (1878–1940) je skulptura Trije kovači (1932) v Helsinkih. Nylund predstavlja neoklasicizem, tako kot Gunnar Finne (1886–1952) in Viktor Jansson (1886–1958). Kip Paava Nurmija pred Olimpijskim stadionom v Helsinkih (1924-1925) in spomenik Aleksisu Kiviju pred Narodnim gledališčem (1930-1939) izhajata izpod rok Wäinöja Aaltonena (1894-1966), najpomembnejšega finskega kiparja 1920-ih in 1930-ih. Tako kot pri Aaltonenu tudi v delih Oskarija Jauhiainena (1913–1990) in Aima Tukiainena (1917–1996) iz časa druge svetovne vojne prevladujejo monumentalne in junaške teme.
V 1950-ih in 1960-ih se je pojavila nova generacija kiparjev, katere predstavniki so se usmerili v modernizem. Takrat so potekale burne razprave o oblikovanju javnih spomenikov. Medtem ko je bil konjeniški kip maršala Mannerheima (1960), ki ga je oblikoval Aimo Tukiainen (1960), v tradicionalnem slogu, je na natečaju za spomenik skladatelju Jeanu Sibeliusu z abstraktno skulpturo zmagala kiparka Eila Hiltunen (1922–2003). Kljub močnim kritikam javnosti je njen Sibeliusov spomenik (1967) danes ena najpomembnejših znamenitosti Helsinkov. Drugi pionirji abstraktnega kiparstva na Finskem so bili Raimo Utriainen (1927–1994), Harry Kivijärvi (* 1931), Mauno Hartman (* 1930) in Kain Tapper (1930–2004). Slednji je najbolj znan po svojih lesenih skulpturah. Najbolj znani kiparji 1990-ih so Ukri Merikanto (* 1950), Hannu Sirén (* 1953) in Matti Peltokangas (rojen 1952).

## Oblikovanje
Finsko oblikovanje se je začelo s pojavom industrijske proizvodnje potrošnega blaga ob koncu 19. stoletja. Šola uporabnih umetnosti, predhodnica današnje Univerze za umetnost in oblikovanje v Helsinkih, je bila odprta leta 1871, kjer so se prvič izobraževali strokovnjaki na tem področju. Podjetje Arabia ceramics je bilo ustanovljeno leta 1874, tovarna stekla Iittala pa leta 1881. Obe podjetji sta pozneje postali pomembni proizvajalci finskega oblikovalskega blaga.
V prvi polovici 20. stoletja so poleg profesionalnih oblikovalcev začeli umetniško oblikovati predmete tudi finski likovni umetniki in arhitekti. Alvar Aalto (1898–1976) je od 1930-ih delal kot oblikovalec. Med njegova najbolj znana funkcionalistična oblikovalska dela so različni kosi pohištva, med katerimi izstopata trinožni tabure iz leta 1933 in vaza Savoy (1936). Leta 1935 je Alvar Aalto z ženo Aino, umetnostnim kritikom Nils-Gustavom Hahlom (1904–1941) in pokroviteljico Maire Gullichsen ustanovil podjetje Artek, ki je prodajalo pohištvo, ki ga je oblikoval Aalto.
V 1950-ih so bili finski oblikovalci, kot so Tapio Wirkkala (1915–1985), Timo Sarpaneva (1926–2006) in Kaj Franck (1911–1989), uspešni na Milanskem trienalu. Te razstave so pomagale finskemu oblikovanju pridobiti mednarodni ugled, ki ga uživa še danes. Poleg steklarske in keramične industrije so proizvajalci tekstila, kot je podjetje Marimekko, začeli vlagati tudi v oblikovanje. Številne klasike tistega časa, kot so Franckova serija keramične posode Kilta (1953, ki se zdaj prodaja pod imenom Teema), i-kozarci, ki jih je Sarpaneva oblikovala za podjetje Iittala, ali Wirkkaline steklenice vodke Finlandia (1978), se proizvajajo še danes in imajo stalno mesto v vsakdanji finski kulturi. Pohištvo Eera Aarnia velja za značilno za modernizem šestdesetih let in je bilo zaradi futurističnega videza uporabljeno v znanstvenofantastičnih filmih.